# Thomasinotus
Thomasinotus is een geslacht van uitgestorven kleine straalvinnige beenvissen dat leefde in het Indien van het Vroeg-Trias in wat nu Madagaskar is. Het behoort tot de vroege neopterygische familie Parasemionotidae samen met Albertonia, Candelarialepis, Icarealcyon, Jacobulus, Lehmanotus, Parasemionotus, Qingshania, Stensionotus, Suius en Watsonulus.
De typesoort Thomasinotus divisus werd in 1952 benoemd door Jean-Pierre Lehman. De geslachtsnaam eert James Allan Moy-Thomas. De soortaanduiding betekent 'de verdeelde'.